# 2099
2099 — 2099 рік нашої ери, 99 рік 3 тисячоліття, 99 рік XXI століття, 9 рік 10-го десятиліття XXI століття, 10 рік 2090-х років.

## Очікувані події
- 83 % тропічних лісів Амазонки можуть бути до цього часу винищені.[1].
- 1 січня припинить дію 83-річна заборона виїзду з України співаку Віталію Козловському.[2][3]
- 31 грудня 2099 року — є граничною датою в операційних системах Windows XP, Windows Vista i Windows 7.[джерело?]